# Orfeusz és Euridiké

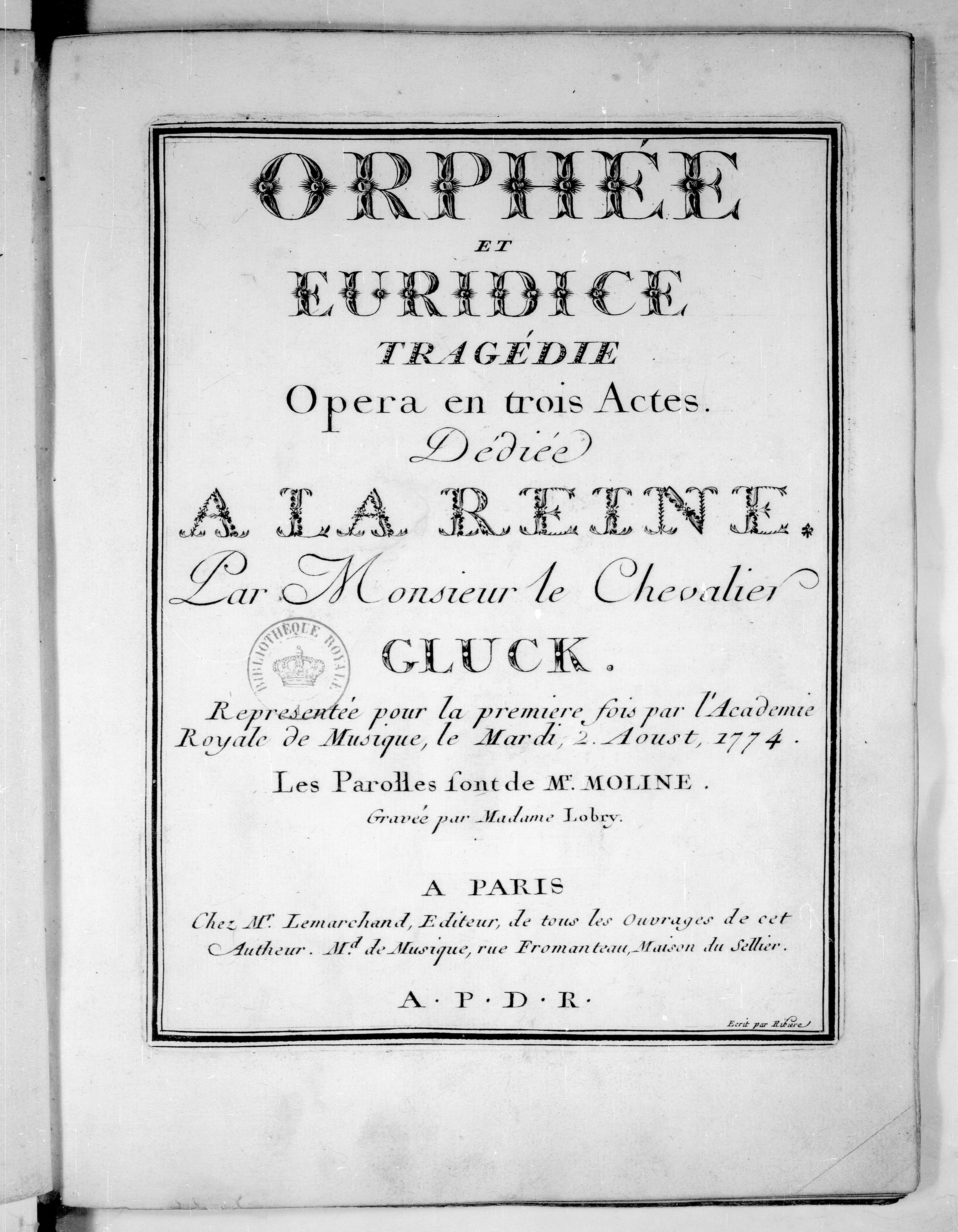
A francia változat első kiadásának címlapja

Az Orfeusz és Euridiké (Orfeo ed Euridice) Christoph Willibald Gluck háromfelvonásos operája. Szövegkönyvét Ranieri de’ Calzabigi írta. Ősbemutatója 1762. október 5-én volt a bécsi Burgtheaterben. 1774. augusztus 2-án Párizsban a mű francia ízléshez igazított változatát mutatták be Pierre-Louis Moline szövegével, több balettbetéttel és más változtatásokkal (Orphée et Eurydice).
A mű Gluck legismertebb, legnépszerűbb és leggyakrabban játszott színpadi műve, egyúttal első ún. reformoperája. Megszületése óta rendszeresen szerepel a világ operaházainak színpadán. A 19. században többen átdolgozták, legismertebb Hector Berlioz verziója (1859).
A mai gyakorlatnak megfelelően Orfeuszt kontratenor vagy alt énekesnő alakítja, a másik két szerepet lírai vagy koloratúrszoprán művész. Játékideje 105–115 perc.

## Cselekmény

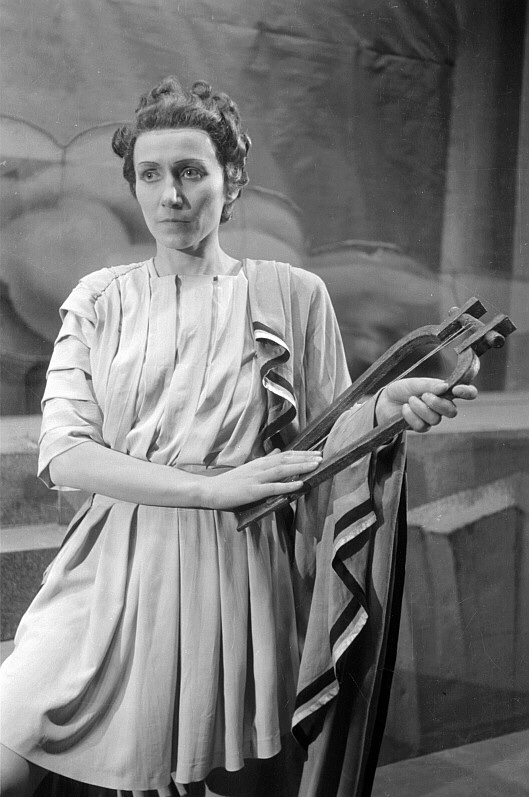
Anneliese Müller Orfeusz szerepében

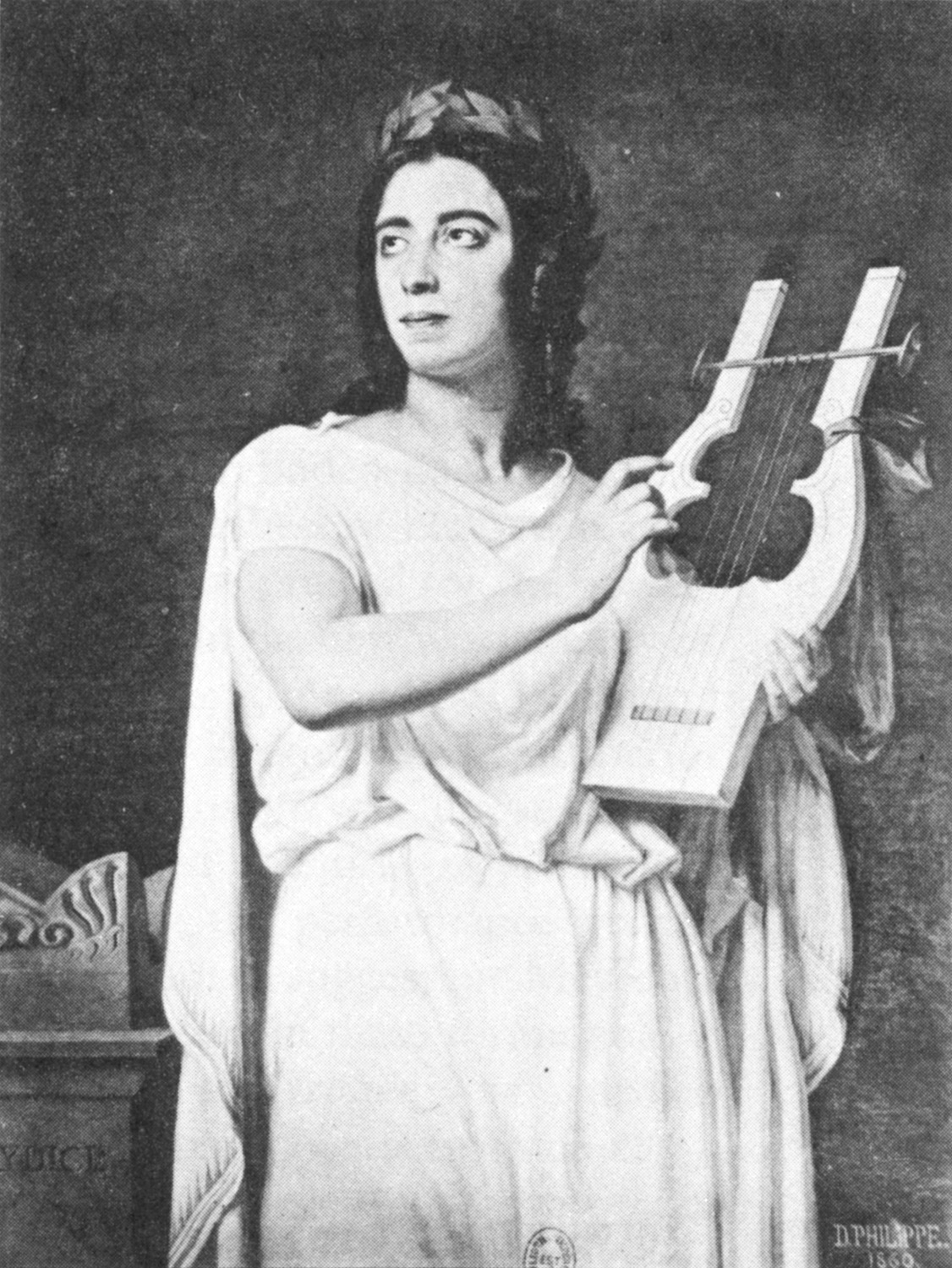
Pauline Viardot, Turgenyev szerelme Orfeusz szerepében

### I. felvonás
[Egy ciprusliget, ahol Euridiké van felravatalozva]
Orfeusz a nimfák és pásztorok kórusával együtt gyászolja feleségét, Euridikét. Orfeusz alig tudja kimondani Euridiké nevét fájdalmában. Ámor jelenik meg, és közli Orfeusszal, hogy lemehet az Alvilágba, és felhozhatja Euridikét, azzal a feltétellel, hogy nem pillant hátra, amíg fel nem érnek a felszínre. Bátorításképpen Ámor elmondja Orfeusznak, hogy szenvedései nem tartanak már soká. Orfeusz úgy dönt, vállalja feladatot.

### II. felvonás
1. szín [Barlang bejárata a Styx folyónál]
A fúriák nem akarják beengedni Orfeuszt az Alvilágba, és Cerberusról, a bejáratot őrző kutyáról zengenek. Amikor Orfeusz lantkísérettel könyörög hozzájuk, többször félbeszakítják, de végül megenyhülnek szépséges dallamaitól, és beengedik Orfeuszt az alvilágba. 
2. szín [Az elíziumi mezők]
A második színben Orfeusz Elíziumba érkezik. Megcsodálja a táj szépségét, de nem lel vigasztalást benne, hiszen Euridiké nincs még vele. Könyörög a szellemeknek, hozzák el őt hozzá, amit a szellemek meg is tesznek.

### III. felvonás
1. kép [Sziklás szurdok]
A Hádészből kivezető úton Euridiké örvendezik, hogy visszatérhet a felszínre, de Orfeusz - nem felejtve Ámor feltételét - elengedi kezét, és nem néz vissza rá. Euridiké nem érti, miért teszi ezt, és könyörög hozzá, de Orfeusz nem szólalhat meg. Euridiké azt hiszi, hogy Orfeusz már nem szereti őt, ezért nem hajlandó továbbmenni, inkább a halált választja. Orfeusz nem bírja tovább, és visszanéz Euridikére, aki abban a pillanatban meghal. Orfeusz megénekli bánatát, majd úgy dönt, megöli magát, hogy az alvilágban újra láthassa szerelmét, de feltűnik Ámor, és megállítja őt. Ámor feltámasztja Euridikét, és a szerelmespár újra egyesül. 
2. kép [Ámor temploma]
Mindenki Ámor dicséretét zengi.

## Az előadás története
Az opera ősbemutatójára I. Ferenc császár névnapi ünnepségén 1762. október 5-én került sor Bécsben, a Burgtheater-ben. Az előadást a reformpárti színházadminisztrátor, gróf Giacomo Durazzo felügyelte. A díszleteket  Giovanni Maria Quaglio tervezte és Gasparo Angiolini koreografálta. A legelső Orfeuszt a híres kasztrált énekes Gaetano Guadagni énekelte. A következő évben Bécsben is bemutatták a nagyszabású operát, viszont ezt követően nem játszották egészen 1769-ig. A londoni előadásokra 1770-ben került sor, Orfeusz szerepét Guadagni énekelte. Viszont nem az eredeti Gluck alkotta változatot mutatták be, hanem az "angol Bach"-ként ismert J. C. Bach átdolgozását vették alapul. Az opera olasz változatát Haydn vezette 1776-ban Eszterházán. A XIX. század elején a párizsi operaházban Orfeuszt alakító Adolphe Nourrit hatalmas sikerre tett szert alakítása révén. A weimari előadás Liszt Ferenc irányítása alatt valósult meg 1854-ben, melynek nyitányához még egy "költeményt" komponált. Jellemző volt a XIX., valamint a XX. században az, hogy Orfeusz szerepét női alt énekelte (pl.: Clara Butt, Kathleen Ferrier vagy a  mezzo-szoprán Rita Gorr, Marilyn Horne, Janet Baker, Susanne Marsee, Risë Stevens ( Metropolitan operaház)). Az 1952-es novemberi rádióközvetitésben Arturo Toscanini vezényelte az Orfeusz operát, amelyből a második felvonást rögzítették.

## Diszkográfia
- Marilyn Horne (Orfeusz), Pilar Lorengar (Euridiké), Helen Donath (Ámor); a Covent Garden Ének- és Zenekara, vezényel: Solti György (1969) Decca 417 410-2 [A felvétel több változat keveréke, nagyrészt a bécsi verziót követi nagyon magas művészi színvonalon.]